# The Presidents of the United States of America
A The Presidents of the United States of America (Az Amerikai Egyesült Államok elnökei) egy amerikai post-grunge/grunge/pop-rock/pop-punk/alternatívrock-együttes volt Seattle-ből. 1993-ban alakult meg, 2016-ban feloszlott. Tagok: Chris Ballew, Jason Finn, Andrew MacKeag és Dave Dederer. Hat nagylemezt, három válogatáslemezt és egy koncertalbumot jelentett meg. Albumaikat több lemezkiadó is megjelentette: Columbia Records, PopLlama, SME, Musicblitz, Pusa Inc., Fugitive Records, Tooth and Nail Records.

## Tagok
- Chris Ballew – éneklés, gitár (1993–2016)
- Jason Finn – dobok, éneklés (1993–2016)
- Andrew MacKeag – gitár, éneklés (2005–2016)
- Dave Dederer – gitár, éneklés (1993–2005)

## Diszkográfia
Stúdióalbumok
- The Presidents Of The United States Of America (1995)
- II (1996)
- Freaked Out and Small (2000)
- Love Everybody (2004)
- These Are the Good Times People (2008)
- Kudos to You! (2014)

Egyéb kiadványok
- Rarities (1997, válogatáslemez)
- Pure Frosting (1998, válogatáslemez)
- Lump (2000, válogatáslemez)
- Thanks for the Feedback (koncertalbum, 2014)